# Sadie Sink
Sadie Sink (sinh ngày 16 tháng 4 năm 2002) là một nữ diễn viên người Mỹ. Cô thủ vai Maxine "Max" Mayfield trong bộ phim Stranger Things của Netflix và cũng đã xuất hiện trong Blue Bloods và The Americans. Sink cũng từng có thời gian tại Broadway, với các vở kịch bao gồm Annie và The Audience.

## Sự nghiệp diễn xuất
Sink sinh tại Brenham, Texas. Cô có ba người anh trai và một cô em gái.
Thời nhỏ, cô rất thích diễn lại những cảnh trong bộ phim High School Musical của Disney cùng với anh trai Mitchell. Khi cô bảy tuổi, mẹ cô quyết định gửi cô tới các lớp diễn xuất ở một nhà hát cộng đồng gần Houston. Nhờ đó mà cô được thử vai và có một xuất diễn ở Broadway trong vở kịch Annie năm 2012, lúc cô được 11 tuổi. Cô đã tự chuẩn bị cho vai diễn bằng cách học múa và luyện giọng. Ban đầu cô là diễn viên dự bị cho các vai trẻ mồ côi, cho tới khi diễn viên chính của vở kịch rời đi và cô bắt đầu thay thế vai chính trong vài tháng, sau đó kết thúc với vai Duffy và dự bị cho vai Annie.
Trong lúc vẫn tham gia sân khấu, cô xuất hiện trong bộ phim đoạt giải Emmy The Americans.
Năm 2015, cô cùng với Helen Mirren tham gia vở kịch The Audience tại Broadway, trong vai Nữ hoàng Elizabeth II thời trẻ. Cô cũng có một vai nhỏ trong Chuck.
Trong lúc đang quay bộ phim chính kịch The Glass Castle, cô trở nên rất thân thiết với Woody Harrelson, đặc biệt là với con gái anh, Makani. Cô đã là một người ăn chay từ trước, nhưng Harrelson và gia đình anh đã truyền cảm hứng cho cô theo đuổi lối sống thuần chay.
Năm 2017, cô thủ vai Maxine "Max" Mayfield trong bộ phim Stranger Things của Netflix. Vào tháng 12, cô tham gia dàn diễn viên của bộ phim kinh dị Eli, có sự xuất hiện của Charlie Shotwell.
Năm 2018, cô ấy đã hợp tác với Rooney Mara, Sia, Joaquin Phoenix và Kat von D để tường thuật bộ phim tài liệu về quyền động vật của Chris Delforce Dominion.Vì những đóng góp của cô cho bộ phim tài liệu, cô đã được Giải thưởng Phim tài liệu Độc lập Quốc tế của Hollywood trao Giải thưởng Xuất sắc về Tường thuật năm 2018.
Tháng 10 năm 2019,cô đóng vai chính trong bộ phim kinh dị của Netflix Elitrong vai Haley, một cô gái tuổi teen.
Năm 2021, Sink đóng vai chính Christine 'Ziggy' Berman trong The Fear Street Trilogy của Netflix, xuất hiện trong phần thứ hai và thứ ba của series Fear Street Part Two: 1978 và Fear Street Part Three: 1666.
Tháng 11 năm 2021, cô đóng vai chính trong phim ngắn All Too Well: The Short Film của Taylor Swift cùng với Dylan O’Brien.

## Sự nghiệp người mẫu
Sadie Sink lần đầu tiên bước lên sàn catwalk vào năm 2018 tại Tuần lễ thời trang Paris. Mặc dù độ tuổi bình thường để tham gia là 16, nhưng Sadie mới 15 tuổi khi cô ấy làm người mẫu. Cô cũng đã làm người mẫu cho nhiều thương hiệu khác như Kate Spade, Vogue, L'Officiel Paris, Chanel và Givenchy Beauty.

## Danh sách phim

### Phim
| Năm  | Tựa đề                       | Vai              | Ghi chú       | Tham khảo |
| ---- | ---------------------------- | ---------------- | ------------- | --------- |
| 2016 | Chuck                        | Kimberly         |               | [ 5 ]     |
| 2017 | The Glass Castle             | Young Lori Walls |               | [ 5 ]     |
| 2018 | Dominion                     | Narrator         | Phim tài liệu | [ 7 ]     |
| 2019 | Eli                          | Haley            |               | [ 9 ]     |
| 2021 | Fear Street Part Two: 1978   | Ziggy Berman     |               | [ 10 ]    |
| 2021 | Fear Street Part Three: 1666 | Ziggy Berman     |               | [ 10 ]    |
| 2021 | Dear Zoe                     | Tess DeNunzio    | Hậu kì        | [ 13 ]    |
| 2021 | All Too Well: The Short Film | Her              | Phim ngắn     | [ 14 ]    |
| TBA  | The Whale                    | Ellie            | Hậu kì        | [ 15 ]    |

### Truyền hình
| Năm      | Tựa đề                    | Vai                   | Ghi chú                                  |
| -------- | ------------------------- | --------------------- | ---------------------------------------- |
| 2013     | The Americans             | Lana                  | Tập phim: "Mutually Assured Destruction" |
| 2014     | Blue Bloods               | Daisy Carpenter       | Tập phim: "Insult to Injury"             |
| 2015     | American Odyssey          | Suzanne Ballard       | Vai chính; 11 tập                        |
| 2016     | Unbreakable Kimmy Schmidt | Tween Girl            | Tập phim: "Kimmy Sees a Sunset!"         |
| 2017–nay | Stranger Things           | Maxine "Max" Mayfield | Vai chính (mùa 2–nay)                    |

## Sân khấu
| Năm  | Tựa đề       | Vai                            | Ghi chú |
| ---- | ------------ | ------------------------------ | ------- |
| 2012 | Annie        | Annie                          |         |
| 2015 | The Audience | Nữ hoàng Elizabeth II thời trẻ |         |

## Giải thưởng và đề cử
| Năm  | Giải thưởng                                   | Hạng mục                                                                                   | Dành cho        | Kết quả | Tham khảo |
| ---- | --------------------------------------------- | ------------------------------------------------------------------------------------------ | --------------- | ------- | --------- |
| 2018 | Giải thưởng của Nghiệp đoàn Diễn viên Màn ảnh | Outstanding Performance by an Ensemble in a Drama Series                                   | Stranger Things | Đề cử   | [ 16 ]    |
| 2018 | Giải Điện ảnh của MTV                         | Best On-Screen Team (với Gaten Matarazzo, Finn Wolfhard, Caleb McLaughlin và Noah Schnapp) | Stranger Things | Đề cử   | [ 17 ]    |